# Ligue majeure de baseball 2000
Navigation
Ligue majeure de baseball 1999 Ligue majeure de baseball 2001
La Ligue majeure de baseball 2000 est la 100e saison depuis le rapprochement entre la Ligue américaine et la Ligue nationale et la 120e de Ligue majeure. Elle compte comme chaque année 30 concurrents. Le 26 octobre les Yankees de New York remportent leur 26e titre. Durant cette saison le record du nombre de Home Run a été battu (5 693). Le coup d'envoi est donné le 29 mars avec une victoire des Cubs de Chicago sur les Mets de New York lors du premier match de la Ligue majeure hors de l'Amérique du Nord, au Tokyo Dome de Tokyo.

## Saison régulière

### Ligue Nationale

#### Division Est
| Classement | Club                                         | Victoire | Défaites | Victoires % | Diff. |
| ---------- | -------------------------------------------- | -------- | -------- | ----------- | ----- |
| 1          | Braves d'Atlanta                             | 95       | 67       | .586        | -     |
| 2          | Mets de New York                             | 94       | 68       | .580        | 1.0   |
| 3          | Marlins de Miami                             | 79       | 82       | .491        | 15.5  |
| 4          | Expos de Montréal (Nationals de Washington ) | 67       | 95       | .414        | 28.0  |
| 5          | Phillies de Philadelphie                     | 65       | 97       | .401        | 30.0  |

#### Division Centrale
| Classement | Club                     | Victoire | Défaites | Victoires % | Diff. |
| ---------- | ------------------------ | -------- | -------- | ----------- | ----- |
| 1          | Cardinals de Saint-Louis | 95       | 67       | .586        | -     |
| 2          | Reds de Cincinnati       | 85       | 77       | .525        | 10.0  |
| 3          | Brewers de Milwaukee     | 73       | 89       | .451        | 22.0  |
| 4          | Astros de Houston        | 72       | 90       | .444        | 23.0  |
| 5          | Pirates de Pittsburgh    | 69       | 93       | .426        | 26.0  |
| 6          | Cubs de Chicago          | 65       | 97       | .401        | 30.0  |

#### Division Ouest
| Classement | Club                      | Victoire | Défaites | Victoires % | Diff. |
| ---------- | ------------------------- | -------- | -------- | ----------- | ----- |
| 1          | Giants de San Francisco   | 97       | 65       | .599        | -     |
| 2          | Dodgers de Los Angeles    | 86       | 76       | .531        | 11.0  |
| 3          | Diamondbacks de l'Arizona | 85       | 77       | .525        | 12.0  |
| 4          | Rockies du Colorado       | 82       | 90       | .506        | 15.0  |
| 5          | Padres de San Diego       | 76       | 86       | .469        | 21.0  |

### Ligue Américaine

#### Division Est
| Classement | Club                 | Victoires | Défaites | Victoires % | Diff. |
| ---------- | -------------------- | --------- | -------- | ----------- | ----- |
| 1          | Yankees de New York  | 87        | 74       | .540        | –     |
| 2          | Red Sox de Boston    | 85        | 77       | .525        | 2.5   |
| 3          | Blue Jays de Toronto | 83        | 79       | .512        | 4.5   |
| 4          | Orioles de Baltimore | 74        | 88       | .457        | 13.5  |
| 5          | Rays de Tampa Bay    | 69        | 92       | .429        | 18.0  |

#### Division Centrale
| Classement | Club                  | Victoires | Défaites | Victoires % | Diff. |
| ---------- | --------------------- | --------- | -------- | ----------- | ----- |
| 1          | White Sox de Chicago  | 95        | 67       | .586        | –     |
| 2          | Indians de Cleveland  | 90        | 72       | .556        | 5.0   |
| 3          | Tigers de Détroit     | 79        | 83       | .488        | 16.0  |
| 4          | Royals de Kansas City | 85        | 88       | .475        | 18.0  |
| 5          | Twins du Minnesota    | 69        | 93       | .426        | 26.0  |

#### Division Ouest
| Classement | Club                  | Victoires | Défaites | Victoires % | Diff. |
| ---------- | --------------------- | --------- | -------- | ----------- | ----- |
| 1          | Athletics d'Oakland   | 91        | 70       | .565        | –     |
| 2          | Mariners de Seattle   | 91        | 71       | .562        | 0.5   |
| 3          | Angels de Los Angeles | 82        | 80       | .506        | 9.5   |
| 4          | Rangers du Texas      | 71        | 91       | .438        | 20.5  |

## Séries éliminatoires
|  | Séries de divisions, retransmis sur ESPN/NBC/FOX | Séries de divisions, retransmis sur ESPN/NBC/FOX | Séries de divisions, retransmis sur ESPN/NBC/FOX | Séries de divisions, retransmis sur ESPN/NBC/FOX |                     |                     | Séries de championnat, retransmis sur NBC/FOX | Séries de championnat, retransmis sur NBC/FOX | Séries de championnat, retransmis sur NBC/FOX | Séries de championnat, retransmis sur NBC/FOX |  |  | Série mondiale, retransmis sur FOX | Série mondiale, retransmis sur FOX | Série mondiale, retransmis sur FOX | Série mondiale, retransmis sur FOX |
|  |                                                  |                                                  |                                                  |                                                  |                     |                     |                                               |                                               |                                               |                                               |  |  |                                    |                                    |                                    |                                    |
|  |                                                  |                                                  |                                                  |                                                  |                     |                     |                                               |                                               |                                               |                                               |  |  |                                    |                                    |                                    |                                    |
|  |                                                  |                                                  |                                                  |                                                  |                     |                     |                                               |                                               |                                               |                                               |  |  |                                    |                                    |                                    |                                    |
|  | White Sox de Chicago                             | White Sox de Chicago                             | 0                                                | 0                                                |                     |                     |                                               |                                               |                                               |                                               |  |  |                                    |                                    |                                    |                                    |
|  | White Sox de Chicago                             | White Sox de Chicago                             | 0                                                | 0                                                |                     |                     |                                               |                                               |                                               |                                               |  |  |                                    |                                    |                                    |                                    |
|  | Mariners de Seattle                              | Mariners de Seattle                              | 3                                                | 3                                                |                     |                     |                                               |                                               |                                               |                                               |  |  |                                    |                                    |                                    |                                    |
|  | Mariners de Seattle                              | Mariners de Seattle                              | 3                                                | 3                                                | Mariners de Seattle | Mariners de Seattle | 2                                             | 2                                             |                                               |                                               |  |  |                                    |                                    |                                    |                                    |
|  | Ligue américaine                                 |                                                  |                                                  |                                                  | Mariners de Seattle | Mariners de Seattle | 2                                             | 2                                             |                                               |                                               |  |  |                                    |                                    |                                    |                                    |
|  |                                                  |                                                  | Yankees de New York                              | Yankees de New York                              | 4                   | 4                   |                                               |                                               |                                               |                                               |  |  |                                    |                                    |                                    |                                    |
|  | Yankees de New York                              | Yankees de New York                              | Yankees de New York                              | Yankees de New York                              | 4                   | 4                   | 3                                             | 3                                             |                                               |                                               |  |  |                                    |                                    |                                    |                                    |
|  | Yankees de New York                              | Yankees de New York                              |                                                  |                                                  |                     |                     |                                               | 3                                             |                                               |                                               |  |  |                                    |                                    |                                    |                                    |
|  | Athletics d'Oakland                              | Athletics d'Oakland                              | 2                                                | 2                                                |                     |                     |                                               |                                               |                                               |                                               |  |  |                                    |                                    |                                    |                                    |
|  | Athletics d'Oakland                              | Athletics d'Oakland                              | 2                                                | 2                                                | Yankees de New York | Yankees de New York | 4                                             | 4                                             |                                               |                                               |  |  |                                    |                                    |                                    |                                    |
|  |                                                  |                                                  |                                                  |                                                  | Yankees de New York | Yankees de New York | 4                                             | 4                                             |                                               |                                               |  |  |                                    |                                    |                                    |                                    |
|  |                                                  |                                                  | Mets de New York                                 | Mets de New York                                 | 1                   | 1                   |                                               |                                               |                                               |                                               |  |  |                                    |                                    |                                    |                                    |
|  | Giants de San Francisco                          | Giants de San Francisco                          | Mets de New York                                 | Mets de New York                                 | 1                   | 1                   | 1                                             | 1                                             |                                               |                                               |  |  |                                    |                                    |                                    |                                    |
|  | Giants de San Francisco                          | Giants de San Francisco                          |                                                  |                                                  |                     |                     |                                               |                                               |                                               |                                               |  |  |                                    |                                    |                                    |                                    |
|  | Mets de New York                                 | Mets de New York                                 | 3                                                | 3                                                |                     |                     |                                               |                                               |                                               |                                               |  |  |                                    |                                    |                                    |                                    |
|  | Mets de New York                                 | Mets de New York                                 | 3                                                | 3                                                | Mets de New York    | Mets de New York    | 4                                             | 4                                             |                                               |                                               |  |  |                                    |                                    |                                    |                                    |
|  | Ligue nationale                                  |                                                  |                                                  |                                                  | Mets de New York    | Mets de New York    | 4                                             | 4                                             |                                               |                                               |  |  |                                    |                                    |                                    |                                    |
|  |                                                  |                                                  | Cardinals de Saint-Louis                         | Cardinals de Saint-Louis                         | 1                   | 1                   |                                               |                                               |                                               |                                               |  |  |                                    |                                    |                                    |                                    |
|  | Cardinals de Saint-Louis                         | Cardinals de Saint-Louis                         | Cardinals de Saint-Louis                         | Cardinals de Saint-Louis                         | 1                   | 1                   | 3                                             | 3                                             |                                               |                                               |  |  |                                    |                                    |                                    |                                    |
|  | Cardinals de Saint-Louis                         | Cardinals de Saint-Louis                         |                                                  |                                                  |                     |                     |                                               | 3                                             |                                               |                                               |  |  |                                    |                                    |                                    |                                    |
|  | Cardinals de Saint-Louis                         | Cardinals de Saint-Louis                         | 0                                                | 0                                                |                     |                     |                                               |                                               |                                               |                                               |  |  |                                    |                                    |                                    |                                    |
|  | Cardinals de Saint-Louis                         | Cardinals de Saint-Louis                         | 0                                                | 0                                                |                     |                     |                                               |                                               |                                               |                                               |  |  |                                    |                                    |                                    |                                    |
|  |                                                  |                                                  |                                                  |                                                  |                     |                     |                                               |                                               |                                               |                                               |  |  |                                    |                                    |                                    |                                    |

## Entraineurs

### Ligue américaine
| Équipes               | Entraineurs      |
| --------------------- | ---------------- |
| Yankees de New York   | Joe Torre        |
| Orioles de Baltimore  | Mike Hargrove    |
| Red Sox de Boston     | Jimy Williams    |
| Rays de Tampa Bay     | Larry Rothschild |
| Blue Jays de Toronto  | Jim Fregosi      |
| White Sox de Chicago  | Jerry Manuel     |
| Indians de Cleveland  | Charlie Manuel   |
| Tigers de Détroit     | Phil Garner      |
| Royals de Kansas City | Tony Muser       |
| Twins du Minnesota    | Tom Kelly        |
| Rangers du Texas      | Johnny Oates     |
| Angels de Los Angeles | Mike Scioscia    |
| Athletics d'Oakland   | Art Howe         |
| Mariners de Seattle   | Lou Piniella     |

### Ligue nationale
| Équipes                   | Entraineurs     |
| ------------------------- | --------------- |
| Mets de New York          | Bobby Valentine |
| Braves d'Atlanta          | Bobby Cox       |
| Marlins de Miami          | John Boles Jr.  |
| Phillies de Philadelphie  | Terry Francona  |
| Reds de Cincinnati        | Jack McKeon     |
| Pirates de Pittsburgh     | Gene Lamont     |
| Cardinals de Saint-Louis  | Tony La Russa   |
| Brewers de Milwaukee      | Davey Lopes     |
| Astros de Houston         | Larry Dierker   |
| Cubs de Chicago           | Don Baylor      |
| Giants de San Francisco   | Dusty Baker     |
| Dodgers de Los Angeles    | Davey Johnson   |
| Diamondbacks de l'Arizona | Buck Showalter  |
| Rockies du Colorado       | Buddy Bell      |
| Padres de San Diego       | Bruce Bochy     |
| Expos de Montréal         | Felipe Alou     |

## Récompenses
| Recrue de l'année     | Rafael Furcal (Braves d'Atlanta)          | Kazuhiro Sasaki (Mariners de Seattle) |                                   |  |
| Trophée Cy Young      | Randy Johnson (Diamondbacks de l'Arizona) | Pedro Martínez (Red Sox de Boston)    |                                   |  |
| Manager de l'année    | Dusty Baker (Giants de San Francisco)     | Jerry Manuel (White Sox de Chicago)   |                                   |  |
| Meilleur joueur (MVP) | Jeff Kent (Giants de San Francisco)       | Jason Giambi (Oakland Athletics)      | Derek Jeter (Yankees de New York) |  |